# Duhovni život
Duhovni život je bila hrvatska asketsko-mistička revija. Prvi je broj izašao 1929. godine, a zadnji, 14. broj izašao je 1942. godine. Bila je dijelom vala hrvatskih bogoslovnih revija koje su počele izlaziti 1920-ih.
Izdavali su ju dominikanci. Izlazila je u Zagrebu. Uređivao ju je o. Hijacint Bošković.